# Erromango
Erromango je sopečný ostrov v Korálovém moři, který je součástí státu Vanuatu. Nachází se v provincii Tafea 80 km jihovýchodně od hlavního města Port Vila. Má rozlohu 891,9 km² a je čtvrtým největším ostrovem Vanuatu. Na ostrově žije přibližně 2 000 obyvatel, největším sídlem je Upogkor v Dillonově zátoce na západním pobřeží.
Erromango je porostlé tropickým pralesem, nachází se zde rezervace damaroní. Nejvyšším vrcholem je Mount Santop (886 m n. m.).
Ostrov osídlili před třemi tisíci lety příslušníci lapitské kultury, po nichž se zachovalo množství petroglyfů. Původní obyvatelé ostrova pro něj používali název Nelocompne. Jako první Evropan zde v roce 1774 přistál James Cook, který ostrov nazval Erromango, což vzniklo zkomolením domorodého výrazu armai n'go (dobré jídlo). V roce 1839 zde byli zabiti misionáři John Williams a Jacob Harris, což dalo Erromangu alternativní název Martyr Isle (Ostrov mučedníků). V devatenáctém století se zde ve velkém těžilo santalové dřevo, což vedlo k neúspěšné výpravě za účelem získání Erromanga pro Havajské království, kterou vedl náčelník Boki. V roce 1906 se ostrov stal součástí kondominia Nové Hebridy pod společnou správou Francie a Velké Británie, od roku 1980 patří k nezávislému Vanuatu. Produkce santalového dřeva poklesla v důsledku vykácení původní vegetace, obyvatelé se živí převážně rybolovem a pěstováním palmy kokosové, smldince a pepřovníku opojného.
Nejpoužívanějším jazykem na ostrově je bislamština. Původní jazyky sorung a utaha zanikly v devatenáctém století, kdy se populace ostrova výrazně snížila v důsledku zavlečených chorob a únosů domorodců na práci do Queenslandu.